# Терелле
Терелле (італ. Terelle) — муніципалітет в Італії, у регіоні Лаціо,  провінція Фрозіноне.
Терелле розташоване на відстані близько 115 км на схід від Рима, 38 км на схід від Фрозіноне.
Населення — 431 особа (2014).
Щорічний фестиваль відбувається 1 вересня. Покровитель — Sant'Egidio.

## Демографія
Населення за роками:

Станом на 1 січня 2023 року в муніципалітеті офіційно проживали 2 іноземці (громадяни Німеччини).

## Сусідні муніципалітети
- Атіна
- Бельмонте-Кастелло
- Казалаттіко
- Кассіно
- Колле-Сан-Маньо
- П'єдімонте-Сан-Джермано
- Сант'Елія-Ф'юмерапідо
- Вілла-Санта-Лучія